# Listă de filme Bollywood din 2000
Aceasta este o listă de filme în limba hindi (Bollywood, industrie cu sediul în Mumbai) din 2000:

## 2000
| Titlu                          | Regizor                        | Distribuție | Gen                             |               |
| ------------------------------ | ------------------------------ | --- | ------------------------------- | ------------- |
| Aaghaaz                        | Yogesh Ishwar                  | Suniel Shetty, Sushmita Sen, Namrata Shirodkar                                                                                           | Thriller                        |               |
| Aaj Ka Ravan                   | Imran Khalid                   | Kasam Ali, Mithun Chakraborty | Drama                           |               |
| Anjaane                        | Ravi Rai                       | Raveena Tandon, Vivek Mushran | Romance                         |               |
| Anokha Moti                    | Anshul Singla                  | Sanjay Sharma, Arjun Chakraborty, Nayab Aftab                                                                                            | Family                          |               |
| Apradhi Kaun                   | Mohan Bhakri                   | Ishrat Ali, Shagufta Ali | Thriller                        |               |
| Astitva                        | Mahesh Manjrekar               | Tabu, Sachin Khedekar, Smita Jaykar, Mohnish Bahl                                                                                        | Drama, Social                   |               |
| Baaghi                         | Rajesh Kumar Singh             | Sunil Dutt, Manisha Koirala | Action                          |               |
| Badal                          | Raj Kanwar                     | Bobby Deol, Rani Mukerji | Action, Drama                   |               |
| Bas Yaari Rakho                | Gopi Desai                     | Pooja Batra, Seema Biswas | Comedy, Drama                   |               |
| Bawandar                       | Jag Mundhra                    | Nandita Das, Rahul Khanna | Drama                           |               |
| Beti No.1                      | Rama Rao Tatineni              | Govinda, Rambha | Comedy                          |               |
| Bhai Thakur                    | Willy, Raja                    | Dharmendra, Shakti Kapoor, Upasna Singh                                                                                                  | Action                          |               |
| Bichhoo                        | Guddu Dhanoa                   | Bobby Deol, Rani Mukerji, Malaika Arora                                                                                                  | Action                          |               |
| Billa No. 786                  | Imran Khalid                   | Mithun Chakraborty | Action                          |               |
| Bulandi                        | Rama Rao Tatineni              | Rajinikanth, Rekha, Anil Kapoor, Raveena Tandon                                                                                          | Drama                           |               |
| Chal Mere Bhai                 | David Dhawan                   | Sanjay Dutt, Salman Khan, Karisma Kapoor, Twinkle Khanna, Sonali Bendre, Shakti Kapoor, Dalip Tahil                                      | Comedy                          |               |
| Champion                       | Padam Kumar                    | Sunny Deol, Manisha Koirala | Action, Drama                   |               |
| Cover Story                    | G.S. Vijayan                   | Tabu, Suresh Gopi | Action, Drama                   |               |
| Dahshat                        | Tulsi Ramsay                   | Sarika, Navin Nischol | Horror                          |               |
| Deewane                        | Harry Baweja                   | Ajay Devgan, Urmila Matondkar, Mahima Chaudhry                                                                                           | Action, Romance                 |               |
| Dhaai Akshar Prem Ke           | Raj Kanwar                     | Abhishek Bachchan, Aishwarya Rai | Romance, Drama                  |               |
| Dhadkan                        | Dharmesh Darshan               | Akshay Kumar, Suniel Shetty, Shilpa Shetty                                                                                               | Romance, Drama                  |               |
| Dil Hi Dil Mein                | Kathir                         | Sonali Bendre, Kunal | Romance                         |               |
| Dil Ki Dhadkan                 |                                | Rambha |                                 |               |
| Dil Pe Mat Le Yaar             | Hansal Mehta                   | Manoj Bajpai, Tabu | Drama                           |               |
| Dr. Babasaheb Ambedkar         | Jabbar Patel                   | Mammootty, Sonali Kulkarni |                                 |               |
| Dr Mukta                       |                                | Amar Babaria, Jaya Bachchan, Abhay Chandarana                                                                                            |                                 |               |
| Dulhan Hum Le Jayenge          | David Dhawan                   | Salman Khan, Karisma Kapoor | Comedy, Romance                 |               |
| Fiza                           | Khalid Mohammed                | Jaya Bachchan, Karisma Kapoor, Hrithik Roshan                                                                                            | Drama, Family, Thriller         |               |
| Gaja Gamini                    | M. F. Hussain                  | Madhuri Dixit, Shabana Azmi, Shilpa Shirodkar, Naseeruddin Shah, Shah Rukh Khan                                                          | Drama                           |               |
| Gang                           | Mazhar Khan                    | Juhi Chawla, Nana Patekar, Jackie Shroff                                                                                                 | Crime                           |               |
| Ghaath                         | Akashdeep                      | Raveena Tandon, Tabu, Manoj Bajpai | Drama                           |               |
| Hadh Kar Di Aapne              | Manoj Agrawal                  | Govinda, Rani Mukerji | Comedy, Romance                 |               |
| Hamara Dil Aapke Paas Hai      | Satish Kaushik                 | Anil Kapoor, Aishwarya Rai, Sonali Bendre                                                                                                | Drama                           |               |
| Har Dil Jo Pyar Karega         | Raj Kanwar                     | Salman Khan, Preity Zinta, Rani Mukerji, Shahrukh Khan                                                                                   | Comedy, Drama, Romance          |               |
| Hari-Bhari                     | Shyam Benegal                  | Shabana Azmi, Rajit Kapur, Rajeshwari Sachdev, Surekha Sikri, Nandita Das                                                                |                                 |               |
| Hera Pheri                     | Priyadarshan                   | Akshay Kumar, Suniel Shetty, Tabu, Paresh Rawal                                                                                          | Comedy                          |               |
| Hey Ram                        | Kamal Hassan                   | Kamal Hassan, Shah Rukh Khan, Rani Mukerji, Vasundhara Das, Hema Malini, Girish Karnad, Om Puri                                          | Drama                           |               |
| Hum To Mohabbat Karega         | Kundan Shah                    | Bobby Deol, Karisma Kapoor | Action, Romance                 |               |
| Jallad No. 1                   | Kanti Shah                     | Dharmendra | Drama                           |               |
| Jis Desh Mein Ganga Rehta Hain | Mahesh Manjrekar               | Govinda, Sonali Bendre, Rinke Khanna | Drama                           |               |
| Joru Ka Ghulam                 | Shakeel Noorani                | Govinda, Twinkle Khanna | Drama                           |               |
| Josh                           | Mansoor Khan                   | Shahrukh Khan, Chandrachur Singh, Aishwarya Rai, Priya Gill, Sharad Kapoor                                                               | Action, Romance                 | Anu Malik     |
| Jung                           | Sanjay Gupta                   | Sanjay Dutt, Shilpa Shetty, Raveena Tandon, Jackie Shroff                                                                                | Drama                           |               |
| Jungle                         | Ram Gopal Verma                | Urmila Matondkar, Fardeen Khan, Sunil Shetty                                                                                             | Romance                         |               |
| Kabrastan                      | Ramesh U. Lakhiani             | | Horror                          |               |
| Kahin Pyaar Na Ho Jaaye        | K. Muralimohana Rao            | Salman Khan, Rani Mukerji, Jackie Shroff, Raveena Tandon, Pooja Batra                                                                    | Comedy, romance                 |               |
| Kaho Naa... Pyaar Hai          | Rakesh Roshan                  | Hrithik Roshan, Amisha Patel, Anupam Kher                                                                                                | Romance, Drama, Musical         | Rajesh Roshan |
| Kairee                         | Amol Palekar                   | Atul Kulkarni, Yogita Deshmukh, Shilpa Navalkar                                                                                          | Drama                           |               |
| Karobaar: The Business of Love | Rakesh Roshan                  | Rishi Kapoor, Anil Kapoor, Juhi Chawla                                                                                                   | Drama                           |               |
| Kharidaar                      | Papu Bahruz                    | Kishore Anand Bhanushali, Mushtaq Khan, Anil Nagrath, Amit Pachori                                                                       |                                 |               |
| Khauff                         | Sanjay Gupta                   | Sanjay Dutt, Manisha Koirala, Simran | Drama                           |               |
| Khiladi 420                    | Neeraj Vora                    | Akshay Kumar, Mahima Chaudhry, Antara Mali                                                                                               | Action, romance                 |               |
| Krodh                          | Ashok Honda                    | Suniel Shetty, Rambha | Action                          |               |
| Kunwara                        | David Dhawan                   | Govinda, Urmila Matondkar | Comedy                          |               |
| Kurukshetra                    | Mahesh Manjrekar               | Sanjay Dutt, Mahima Chaudhry | Action, romance                 |               |
| Kya Kehna                      | Kundan Shah                    | Saif Ali Khan, Preity Zinta, Chandrachur Singh, Farida Jalal, Anupam Kher                                                                | Romance, drama                  | Rajesh Roshan |
| Le Chal Apne Sang              | Vijay Kondke                   | Nishanth, Alok Nath, Beena Banerjee | Romance                         |               |
| Lekroo                         | Shrabani Deodhar               | Sania Jhankar, Nimish Kathale, Sachin Khedekar, Mrinal Kulkarni                                                                          |                                 |               |
| Mela                           | Dharmesh Darshan               | Aamir Khan, Twinkle Khanna, Faisal Khan, Aishwarya Rai, Johny Lever                                                                      | Drama                           | Anu Malik     |
| Meri Jung Ka Elaan             | Kanti Shah                     | Dharmendra | Drama                           |               |
| Mission Kashmir                | Vidhu Vinod Chopra             | Sanjay Dutt, Hrithik Roshan, Preity Zinta, Jackie Shroff, Sonali Kulkarni                                                                | Drama, War, Thriller            |               |
| Mohabbatein                    | Aditya Chopra                  | Amitabh Bachchan, Shahrukh Khan, Aishwarya Rai, Uday Chopra, Shamita Shetty, Jugal Hansraj, Kim Sharma, Jimmy Shergill, Preeti Jhangiani | Drama, Romance, Musical, Family | Jatin Lalit   |
| Nidaan                         | Mahesh Manjrekar               | Shivaji Satam, Reema Lagoo, Nisha Bains, Sunil Barve                                                                                     | Drama                           |               |
| Officer                        |                                | Sunil Shetty, Raveena Tandon |                                 |               |
| Papa the Great                 | K. Bhagyaraj                   | Krishna Kumar, Nagma | Family                          |               |
| Phir Bhi Dil Hai Hindustani    | Aziz Mirza                     | Shahrukh Khan, Juhi Chawla, Paresh Rawal, Johny Lever, Dalip Tahil, Satish Shah, Sharat Saxena                                           | Comedy, Drama, Romance, Musical | Jatin Lalit   |
| The Prince of Light            | Yugo Sako                      | Bryan Cranston, Edie Mirman, Tom Wyner, Richard Cansino                                                                                  |                                 |               |
| Pukar                          | Rajkumar Santoshi              | Anil Kapoor, Madhuri Dixit, Namrata Shirodkar                                                                                            | Drama                           |               |
| Raja Ko Rani Se Pyar Ho Gaya   | T.K. Rajeev Kumar              | Manisha Koirala, Arvind Swamy | Comedy, Musical                 |               |
| Raju Chacha                    | Anil Devgan                    | Ajay Devgan, Kajol, Rishi Kapoor, Sanjay Dutt                                                                                            | Comedy                          | Jatin Lalit   |
| Refugee                        | J. P. Dutta                    | Abhishek Bachchan, Kareena Kapoor, Sunil Shetty, Jackie Shroff, Anupam Kher                                                              | Drama, Romance                  | Anu Malik     |
| The Revenge: Geeta Mera Naam   | Dilip Gulati                   | Birbal, Dharmendra, Jack Gaud, Ali Khan                                                                                                  |                                 |               |
| Saanjh                         | Sabrina Dhawan                 | Nandita Das, Sharda Desoares, Arjun Raina, Rahul Vohra                                                                                   |                                 |               |
| Sanam Tere Hain Hum            | Jayanth C. Paranji             | Nagarjuna Akkineni, Kirti Reddy, Aishwarya Rai, Anjala Zaveri                                                                            | Romance                         |               |
| Second Generation              |                                | |                                 |               |
| Shaheed Udham Singh            | Chitraarth                     | Gurdas Maan, Raj Babbar | Drama                           |               |
| Shikaar                        | Bobby Raj                      | Abhishek Kapoor, Vikas Bhalla, Ayesha Jhulka, Anupam Kher                                                                                |                                 |               |
| Shikari                        | N. Chandra                     | Govinda, Karishma Kapoor, Tabu | Thriller, Action, Romance       |               |
| Snip!                          | Sunil Sippy                    | Sohrab Ardeshir, Nikhil Chinappa, Makrand Deshpande, Vekeana Dhillon                                                                     |                                 |               |
| Split Wide Open                | Dev Benegal                    | Rahul Bose, Laila Rouass, Shivaji Satam, Ayesha Dharker                                                                                  |                                 |               |
| Sultaan                        |                                | Vikas Anand |                                 |               |
| Tapish                         | Jay Prakash                    | Tara Deshpande, Ellora Patnaik, Parvin Dabas, Gajendra Chouhan                                                                           |                                 |               |
| Tarkieb                        | Esmayeel Shroff                | Milind Soman, Nana Patekar, Tabu, Shilpa Shetty                                                                                          | Suspense, Thriller              |               |
| Tera Jadoo Chal Gayaa          | A. Muthu                       | Abhishek Bachchan, Kirti Reddy, Sanjay Suri                                                                                              | Romance                         |               |
| Tere Liye                      | Sanjay Gadhvi                  | Imran Ahmed Khan, Sonali Khare, Neelu Kohli, Hiten Paintal                                                                               |                                 |               |
| Tune Mera Dil Le Liyaa         | B.B. Bhalla                    | Raveena Tandon, Naseeruddin Shah, Rahul Roy, Shakti Kapoor                                                                               |                                 |               |
| Zindagi Zindabad               | Sumitra Bhave–Sunil Sukthankar | Mita Vasisht, Milind Gunaji, Uttara Baokar, Abhiram Bhadkamkar                                                                           |                                 |               |

## Legături externe
- Bollywood films of 2000 at the Internet Movie Database